# جرعة مكافئة
الجرعة المكافئة (Equivalent dose) في الفيزياء هي كمية الطاقة التي يحصل عليها الجسم (البشري) من الأشعة المؤينة مضروبة في معامل موازنة الإشعاع ، الذي يحدد التأثير الحيوي النسبي لنوع الأشعة على الأنسجة الحية . وتعرف وحدة الجرعة المكافئة ب جول / كيلوجرام من الجسم ، حيث أن معامل موازنة الإشعاع كمية مطلقة ، ليس لها وحدات . ولغرض التمييز بينها وبين جرعة الطاقة تعرف الجرعة المكافئة بالوحدة زيفرت، واختصارها بالإنجليزية ( Sievert (Sv.
وضعت هذا التعريف الهيئة الدولية للوقاية من الإشعاع ICRP عام 1990 . وبالنسبة إلى معامل موازنة الأشعاع - ويرمز له في العادة بالرمز Q - ويعطيه التقرير 51 لعام 1993  للهيئة الدولية لوحدات الإشعاع والقياس (ICRU) .

## حساب الجرعة المكافئة
{\displaystyle H=\mathrm {w_{R}} \cdot D}
حيث:
H: جرعة مكافئة ، وتحتسب بوحدة زيفرت
wR: معامل موازنة الإشعاع ( Q)
D: جرعة الطاقة ، وتحتسب بوحدة جراي
معامل الموازنة Q تجده في جدول أسفل المقال .

## تأثير التعرض للإشعاع
يؤدي التعرض للمصادر الطبيعية من الإشعاع (أشعة كونية ، أشعة أرضية ، من الطعام ، واستنشاق غاز الرادون-222 الطبيعي) للشخص العادي إلى جرعة مكافئة مقدارها 1و2 مللي زيفرت سنويا (في المتوسط في أوروبا ونحو 5و4 مللي زيفرت في الولايات المتحدة الأمريكية).
ويضاف إليها كمية معادلة تقريبا ناتجة عن الاستخدامات الطبية للإشعاع في التشخيص والعلاج، في المتوسط لكل شخص ، فيكون مجموع الجرعات من المصادر الطبيعية ومن الاستخدامات الطبية للشخص المعتادة في وسط أوروبا نحو 4 مللي زيفرت سنويا.
وقد يصل التشخيص بالإشعاع في الطب كما في التصوير المقطعي المحوسب مثلا للبدن إلى جرعة مقدارها 10 مللي زيفرت في جلسة واحدة . وتحدد هيئة دولية للوقاية من الإشعاع في وصاياها حدودا للجرعات التي تعتبر سليمة للعاملين في المجالات المختلفة للإشعاع والتقنية النووية ، وهذا الحد هو 20 مللي زيفرت في السنة .

وتؤدي جرعة مكافئة واحدة مقدارها 6000 مللي زيفرت (6 زيفرت) إلى الموت خلال أيام إذا لم تعالج.

## تأريخ
كانت الجرعة المكافئة تقاس في الماضي بوحدة Rem وهي اختصار للتعبير roentgen equivalent man أي مكافئ رونتجن للشخص .
1 زيفرت = 100 رم
وكان حسابه باستخدام معامل موازنة الإشعاع Q و المعامل N بواسطة العلاقة :
{\displaystyle H=q\cdot D=Q\cdot N\cdot D}
حيث:
H: الجرعة المكافئة
q: معامل تقييم
D: جرعة الطاقة
Q: معامل موازنة الإشعاع wR)
N: معامل تعديلي
وكان المعامل N = 1 إذا كان الإشعاع من خارج الجسم . وإذا كان الإشعاع داخلي فتختلف القيمة Nبالنسبة لعضو الجسم الذي تركزت فيه المادة المشعة ، ومعدل خروجها من الجسم ، ونوع الإشعاع . وعلى سبيل المثال أشعة ألفا خارج الجسم لا تسبب ضررا حيث أن مسارها قصير جدا وتمتص من البشرة الخارجية . ولكن إذا كانت أشعة ألفا داخل الجسم فهي تكون ضارة جدا بسبب قدرتها الهائلة على تأين الأنسجة الحيوية المحيطة وتسبب السرطان.

## معامل موازنة الإشعاع
يعتمد معامل الموازنة على نوع الأشعة مثل أشعة إكس، وأشعة غاما و نيوترونات وغيرها؛ وكذلك على طاقة الأشعة وهي تقاس بالإلكترون فولت أو كيلو إلكترون فولت keV أو مليون إلكترون فولت MeV . القائمة التالية تعطي قيم معامل الموازنة wR (أو Q ) لحساب الجرعات الإشعاعية المكافئة المختلفة :
| نوع الاشعة                                       | الطاقة           | wR |
| ------------------------------------------------ | ---------------- | -- |
| أشعة إكس , أشعة غاما، إلكترونات, بوزيترون , ميون |                  | 1  |
| نيوترونات                                        | < 10 keV         | 5  |
|                                                  | 10 keV - 100 keV | 10 |
|                                                  | 100 keV - 2 MeV  | 20 |
|                                                  | 2 MeV - 20 MeV   | 10 |
|                                                  | > 20 MeV         | 5  |
| بروتونات                                         | > 2 MeV          | 2  |
| أشعة ألفا، نواتج انشطار, انوية ذرية ثقيلة        |                  | 20 |

## وحدة الإشعاع ريم
الوحدة القديمة التي استخدمت قبل الزايفرت لقياس كمية الإشعاع التي تصيب شخصا ، كانت تسمى ريم وبنيت لقياسها عدادات تقيس ابتداءا من في حدود 005و0 مللي ريم فأكثر ، ولا تزال بعض تلك العادادات تستخدم حتى الآن في بعض مراكز البحوث العلمية . العلاقة بين الزايفرت والريم هي .
واحد ريم = 01و0 زيفرت

## اقرأ أيضا
- جراي (وحدة)
- راد (وحدة)
- زيفرت
- رونتغن (وحدة)
- اشعة سينية
- كرة بونار
- عداد نيوترونات
- عداد جسيمات
- عداد جايجر
- مقياس الجرعة
- هيئة دولية للوقاية من الإشعاع
- الوكالة الدولية للطاقة الذرية
- ريم (وحدة)